# Жидка
Жи́дка — село в Балейском районе Забайкальского края России. Административный центр сельского поселения «Жидкинское».

## География
Село находится в северо-восточной части района, на правом берегу реки Унда, вблизи места впадения в неё реки Жидка, на расстоянии примерно 41 км (по прямой) к северо-востоку от города Балей, административного центра района. Абсолютная высота — 651 м над уровнем моря. Через Жидку проходит автодорога 76К-009.
Климат
Климат характеризуется как резко континентальный с продолжительной холодной малоснежной зимой. Абсолютный минимум температуры воздуха самого холодного месяца (января) составляет −45,5 °C; абсолютный максимум самого тёплого месяца (июля) — 39,2 °C. Среднегодовое количество атмосферных осадков составляет 308,3 мм.
Часовой пояс
Село Жидка, как и весь Забайкальский край, находится в часовой зоне МСК+6. Смещение применяемого времени относительно UTC составляет +9:00.

## История
Село основано в 1780 году переселенцами из Орловской и Курской губерний. В 1851 году жителей перевели в казачье сословие. Село входило в состав станицы Ундинской 2-й пешей бригады Забайкальского казачьего войска. В 1872—1918 годах являлось центром Жидкинской станицы 3-го военного отдела. К 1920-м годам вошло в состав Житкинской волости.

## Население
| 1989 | 2002 | 2010 | 2021 |
| ---- | ---- | ---- | ---- |
| 502  | ↘366 | ↘308 | ↘268 |

Половой состав
По данным Всероссийской переписи населения 2010 года, в гендерной структуре населения мужчины составляли 51,3 %, женщины — соответственно 48,7 %.
Национальный состав
Согласно результатам переписи 2002 года, в национальной структуре населения русские составляли 100 % из 366 чел.

## Улицы
| - ул. Дорожная, - ул. Заречная, - ул. Мира, - ул. Нагорная, | - ул. Новая, - ул. Октябрьская, - ул. Центральная. |

## Инфраструктура
В селе функционируют средняя общеобразовательная школа, детский сад, фельдшерский пункт, сельский клуб и библиотека.